# Владімір Коколя
Владімір Коколя (нар. 27 листопада 1956, Брно) — чеський художник та графік.

## Біографія
Коколя народився в Veverské Knínice, Чехословаччина.
Митець отримав ступінь магістра витончених мистецтв в Академії витончених мистецтв в Празі у 1981 році. У 80-х роках Коколю визнали культовим художником завдяки сотням саркастичних малюнків з «Великого циклу». В 1990 році Коколя став першим лауреатом престижної Премії Чалупеску, завдяки чому впродовж шести місяців він був резидентом Центра Мистецтв Headlands в Сан-Франциско (США).
За свою кар'єру Коколя провів більше 90 персональних виставок, а також взяв участь в більш як 360 групових проектах. В 1992 році він був єдиним чеським художником, який взяв участь в «Документі IX» в Касселі (Німеччина).
Роботи Коколі є в колекціях S.M.A.K. в Генті (Бельгія), в музеї Albertina у Відні (Австрія), Національній галереї в Празі (Чехія).
З 1992 року Коколя є головою відділу естампів II та викладає в Академії мистецтв в Празі.

## Вибрані персональні виставки
2013
- Дивлячись на крону дереса, Музей сучасного мистецтва, Ченду, Китай.
- Візуальне проникнення, Чеське посольство в Пекіні, Китай.
- Нема проблем, Topic Salon, Прага, Чехія.

2011
- Магазин, Галерея Havelka, Прага, Чехія.
- Потужність передач, Галерея Вацлава Спала, Прага, Чехія.

2009
- У малювання є дві сторони, Галерея At Home, Шаморін, Словенія.

2008
- Бордель, Галерея Havelka, Прага, Чехія.

2006
- Добре, Галерея Ars, Брно, Чехія.

2003
- «Будинок мистецтв», Будинок мистецтв, Брно, Чехія.

2002
- Енергія, Галерея Ars, Брно, Чехія.

1998
- Груди, Галерея Manes, Прага, Чехія.

1995
- Langzaam, Галерея Knoll, Відень, Австрія.

1994
- Het avontuur, De Vleeshal, Мідделбург, Нідерланди.
- Wechselspiel, Kunstraum München, Мюнхен, Німеччина.

1993
- Кінець Нарциса, Museum van hedendaagse kunst, Гент, Бельгія.

1992
- В середині поля, Галерея Behemot, Прага, Чехія.